# Історія Православної церкви Чехословаччини
Історія Православної церкви Чеських земель і Словаччини формально починається з утворення Московським патріархатом автокефальної Чехословацької православної церкви у 1951 році, однак передумовою її створення була поява у 1921 році Чеської православної єпархії на чолі з єпископом Гораздом II. Єпархія була спершу у юрисдикції Сербського патріархату, а після війни перейшла до Російської православної церкви, об'єднавшись із православними структурами російської еміграції. На території Словаччини основу майбутньої автокефальної Церкви склала Мукачівсько-Пряшівська єпархія Сербської православної церкви. Церква змогла суттєво зрости за рахунок переходу у чехословацьке православ'я греко-католиків, яких забороняв уряд Чехословаччини, на початку 20 століття, а потім, під тиском влади, після Другої світової. Останнє призвело і до негативних наслідків, коли після відновлення Греко-католицької церкви у Словаччині, уніати стали силою повертати свої храми назад. На початок 21 століття Церква мала близько 180 храмів.

## Передісторія
Християнство з'явилося в Моравії та чеських землях у 9 столітті, а поширення набуло завдяки місії святих Кирила і Мефодія у Моравії. Наприкінці 9 століття після смерті святого Мефодія його учні були вислані з Моравії, а слов'янське богослужіння замінено латинським обрядом. Тим не менше, прагнення чехів до слов'янського богослужіння зберігалися, а в Словаччині діяли парафії Сербської православної церкви (Мукачівсько-Пряшівська єпархія).
У 15 столітті після страти Яна Гуса чеська церковна ієрархія порвала з Римо-католицькою церквою. Частина національної гуситської ієрархії вела переговори з Вселенським патріархатом про приєднання до Православної церкви, однак взяття турками Константинополя унеможливило цей процес, і гуситська церква згодом поєдналася з німецьким протестантизмом.
Наприкінці 19 століття у Празі на деяких інших містах Чехії були відкриті сучасні православні храми, однак під час першої світової війни вони були закриті, а чеські православні зазнали переслідувань.

## Історія православ'я на теренах колишньої Чехословаччини
На території Великоморавського князівства християнство прийшло у 863 році завдяки місіонерській діяльності рівноапостольних Кирила і Мефодія. Пізніше однак християнство на чеських і словацьких землях розвивалося під опікою Римо-католицької церкви, а православ'я утрималось лише у Мукачівській єпархії, що охоплювала переважно територію Карпатської України. У результаті Ужгородської унії 1646 року більшість священнослужителів цієї єпархії ввійшли в унію з Римо-католицькою церквою.
1863 року на території Словаччини та Чехії були організовані православні громади, що підлягали Буковинській митрополії. Проте більшість православних на території Чехії та Словаччини були підпорядковані Сербській православній церкві.
В 1903 у Празі виникло товариство "Православна бесіда". У роки Першої світової війни члени товариства були переслідувані Австро-угорською владою, що вважала їх небезпечними.

### Становлення церкви
Становлення Чехословацької православної церкви було пов'язане із кризою, яку пережила католицька церква на цих землях після Першої світової війни, а також загальною активізацією національно-визвольного та релігійного руху на цих теренах.
Ще напередодні Першої світової війни канонічність сербської юрисдикції в Чехії, Словаччині та на в Карпатській Україні була поставлена під сумнів Константинопольським та Московським патріархами. Ряд священників та монахів були висвячені в монастирях Росії та Константинополя. Крім того, Константинопольський патріарх Іоаким III призначив екзархом у Галичині й Угорській Русі архієпископа Антонія (Храповицького). Сучасники пояснювали діяльність патріарха тим, що СПЦ не могла виконувати своїх функцій у зв'язку з жорстким контролем австро-угорської влади, і, таким чином, залишила напризволяще православний рух в імперії.
1920 року в Празі адвокат Мілош Червінка реорганізував товариство "Православна бесіда" у "Православну Чеську релігійну громаду", статути якої затвердила 31 березня 1922 року чехословацька влада. Члени цієї православної громади хоча й визнавали верховенство СПЦ, але прагнули мати свого єпископа.
Одночасно, загальне невдоволення й критика Римського єпископату спровокувала до схизми, та створення у 1920 році гуситської церкви. В процесі її формування, відокремилася група, що поставила собі за мету відродження у Чехії та Словаччині Кирило-мефодіївської традиції і відродження слов'янського обряду (глаголичного). На чолі цього руху стояв ксьондз Матей Павлик (Matěj Pavlík), який 1921 року встановив контакт із Сербським патріархатом і прийнявши ім'я Ґоразда II отримав єпископську хіротонію в Белграді.
У перші роки свого існування ця церква була підпорядкована Сербській православній церкві і переважно складалася з колишніх вірних католицької церкви.
15 червня 1922 року на загальних зборах православної громади було обрано єпископом для території Чехії, Моравії та Сілезії архімандрита Антоніна (Брабеца) (Antonín Jindřich Brabec), який до цього тривалий час був душпастирем Чехів Волині. 30 серпня 1922 року Міністерство шкіл і народної освіти затвердило рішення зборів. Цього ж дня було розіслано листи до Константинопольського патріарха Мелетія (Метаксакиса), сербського патріарха Димитрія (Павловича), голови РПЦ за кордоном митрополита Антонія (Храповицького), керівника РПЦ в Західній Європі митрополита Євлогія (Георгієвського). Від двох останніх Савватій (Врабец) отримав вітальні телеграми.
Члени «Православної Чеської релігійної громади» звернулися до сербського патріарха з проханням висвятити Савватія єпископом. Синод сербської церкви відмовив. Тоді Антонін (Брабец), заручившись підтримкою жителів 28 сіл Підкарпатської Русі, подав 30 грудня 1922 року прохання про хіротонію до Константинополя. Константинопольський патріарх Мелетій (Метаксакис) 4 березня 1923 року висвятив Савватія в архієпископи з титулом "архієпископ Празький і всієї Чехословаччини". 6 березня 1923 року було видано томос, який затвердив це призначення.
Згідно з розпорядженням патріарха Мелетія на території Чехословаччини мали утворюватися три єпархії: Празька, Моравська та Карпатська. Про видання томосу було повідомлено офіційним листом митрополита Антонія (Храповицького), а 1 червня 1923 року його взяв до відома архієрейський собор РПЦ. Сербський синод висловив рішучий протест проти дій Константинопольського патріарха. Таким чином, на території Чехословаччини декілька років діяли одночасно дві юрисдикції: сербська та константинопольська.
Згодом, під тиском уряду Югославії чехи були змушені визнати юрисдикцію сербської церкви.
Крім того, Чехословацька влада підтримувала саме Ґоразда II. 1925 року народний синод офіційно проголосив створення Чехословацької православної церкви, що залишалась під юрисдикцією Сербського патріархату. У 1926 до неї приєдналися і більшість вірних Константинопольського патріархату.

### Воєнний та повоєнний періоди
У часи нацистської окупації Православна церква в Чехословаччині зазнала тяжких переслідувань через укриття чехословацьких терористів. Сам Ґоразд ІІ 1942 року був заарештований і страчений.
Після Другої світової війни та зайняття Чехословаччини військами СРСР, 1946 року Чехословацька православна церква була переведена від сербської церкви під юрисдикцію Московської патріархії, та була реорганізована в екзархат.
1950 року внаслідок «скасування» (під тиском радянських спецслужб) Ужгородської унії до православної церкви були долучені також греко-католики Словаччини, щоправда у 1968 році чехо-словацька греко-католицька церква відродила своє існування.
9 вересня 1951 року Російська православна церква визнала автокефалію «Православній церкві в Чехословаччині». Константинопольський патріархат тривалий час не визнавав благословення РПЦ на автокефалію «Православній церкві в Чехословаччині» і визнав автокефалію лише 9 вересня 1998 року нової церкви під назвою «Православна церква Чеських земель і Словаччини».
20 листопада 2019 року єпископ Шумперський Ісая, вікарій Оломоуцько-Брненської єпархії, співслужив предстоятелю Православної церкви України митрополиту Епіфанію, хоча визнання ПЦУ, всупереч православним канонам, з боку Православної церкви чеських земель та в Словаччини, не було.

## Чеська православна єпархія
Чеська православна єпархія Сербської православної церкви була тією церковно-адміністративною одиницею, на основі якої і виникла одна з наймолодших автокефальних православних церков — Православна церква в Чехословаччині.

### Чехословацька (гуситська) церква і Православ'я
Після закінчення війни та розпаду імперії Габсбургів у жовтні 1918 року була створена незалежна Чехословацька республіка, що об'єднала Чеські, Моравські і Словацькі землі. У 1919 році до неї була приєднана і Закарпатська Україна.
Падіння Австро-Угорщини викликало потужний антикатолицький рух у середовищі чеського та словацького народів. Реформаційно налаштоване католицьке духовенство вийшло з підпорядкування Ватикану з метою створити самостійну національну церкву з апостольської наступністю, народними літургійними традиціями і одруженим духовенством. 8 січня 1920 було оголошено про утворення Чехословацької церкви, яка вважала себе спадкоємицею як гуситської, так і Кирило-Мефодіївської традицій. Главою церкви став колишній католицький священник доктор богослов'я Карл Фарський.
У січні 1921 року собор Чехословацької церкви більшістю голосів висловився за прийняття православного віровчення і приєднання до Православної церкви. Після цього були розпочаті переговори із Сербською православною церквою. Вибір Сербської патріархії був обумовлений тим, що її юрисдикція була ще до початку Першої світової війни єдиною офіційно визнаною на території Австро-Угорщини . Це юридичне становище Сербської православної церкви було підтверджено законом Чехословацької республіки від 28 жовтня 1918 року.
Черговий собор Чехословацької церкви, що відбувся 29 серпня 1921, висунув три кандидати для єпископської хіротонії на новостворені кафедри: доктора Карла Фарського для Празької дієцезії (єпархії), Рудольфа Паржіка для Східно-Чеської дієцезії і Матея Павлика для Моравсько-Сілезької дієцезії. На соборі був присутній представник Сербської церкви єпископ Нішський Досифей, що схвалив рішення собору. Проте була здійснена єпископська хіротонія тільки одного з кандидатів — Матея Павліка (1879-1942).

### Хіротонія першого православного єпископа
21 вересня 1921 Матей Павлик прийняв чернечий постриг у Лаврі Крушедол з ім'ям Ґоразда (на честь учня святого рівноапостольного Мефодія, уродженця Моравії), а 25 вересня в Белграді висвячений у єпископа Сербським патріархом Димитрієм.
Після повернення на батьківщину владика Ґоразд зіткнувся з опозицією з боку Карла Фарського, який очолив радикальне крило Чехословацької церкви. Якщо святитель Ґоразд виступав за православну орієнтацію чехословацького релігійного руху, то доктор Карл Фарський прагнув до раціоналістичного перегляду традиційного християнського віровчення і церковної організації. Останнього підтримував президент республіки Томаш Масарик. Суперечка між цими двома течіями розгорілася у 1922 році, коли під час поїздки єпископа Ґоразда до Америки Карл Фарський видав «Катехізис», написаний ним разом з Ф. Калоусом. Ця книга, пройнята радикальними протестантськими ідеями, була схвалена Празьким діоцезом Чехословацької церкви, що привело до розриву із Сербською православною церквою. Після цього Фарський вів переговори про його можливу єпископську хіротонію з Англіканською церквою, а також зі шведськими церквами, але вони не увінчалися успіхом. Тоді він пішов на ще радикальніший крок — у 1924 році духовенство та миряни Чехословацької церкви самостійно висвятили Карла Фарського у сан єпископа й оголосили його своїм патріархом. Таким чином, ієрархія Чехословацької церкви не мала апостольської спадкоємності, і ця релігійна організація стала однієї із численних ліберальних протестантських течій.

### Створення першої православної єпархії
Єпископ Ґоразд II (Павлік) одразу після цього вийшов із Чехословацької церкви і організував незалежну від неї православну громаду у складі Сербської церкви. У 1929 році була створена автономна Чеська православна єпархія.
Святитель Ґоразд з надзвичайною енергією взявся за церковне будівництво. На кошти віруючих будувалися в різних місцях Чехословацької республіки храми і каплиці. Планувалося широке будівництво парафіяльних будинків, а також монастиря. Як талановитий музикант владика склав нотний збірник молитов і піснеспівів для народу. Ним був написаний катехізис, ряд книг і статей на церковні теми.

### Юрисдикція Константинопольського патріархату у Чехії
У 1920 році з колишньої "Православної бесіди" у Празі була створена Чеська православна громада, яка запросила до себе для здійснення богослужінь архімандрита Саватія (Врабця), етнічного чеха, випускника Уфімської духовної семінарії та Київської духовної академії, у 1920 році призначеного заступником Волинського єпископа і ректором Холмської духовної семінарії. У 1921 році він реемігрував до Праги.
Спочатку громада визнавала юрисдикцію Сербської церкви, але в 1923 році архімандрит Саватій вирушив до Стамбула, де 4 березня Патріархом Константинопольським Мелетієм (Метаксакісом) був висвячений у сан єпископа і призначений "Архієпископом Празьким і всієї Чехословаччини". Сербський Патріарх Димитрій відправив до Стамбула телеграму, у якій повідомляв, що на території Чехословаччини вже існують парафії сербської юрисдикції. Він просив не висвячувати архімандрита Саватія, так як це може зашкодити справі православної проповіді у Чехословацькій республіці. Але ця телеграма була одержана вже після здійснення хіротонії. Поява у Чехословаччині єпископа ще однієї юрисдикції не дозволило об'єднати усіх православних в єдину Церкву.

### Перша хвиля "навернення" греко-католиків у чехословацьке православ'я
Після закінчення Першої світової війни почалвся також активний рух за повернення греко-католиків у лоно Православної церкви у Закарпатській Україні та Східній Словаччині. Це був суто народний рух, що практично не знайшов підтримки з боку греко-католицького духовенства. На початок 1920 року до православного руху приєдналося тут вже близько 50 тисяч осіб, а до 1928 року число православних сягало 112 тисяч осіб.
У 1929 році Сербська православна церква створила Мукачівсько-Пряшівську єпархію. У тридцятих роках Православна церква мала тут вже більше 100 парафій, на яких служило близько 100 священників. Для управління єпархією в 1920-1930-ті роки. до Східної Словаччини та Закарпаття прямували архієреї з Сербії. З них особливо відомий своєю місіонерською діяльністю єпископ Нішський Досифей (згодом митрополит Загребський). У 1930 році на Підкарпатську єпархію був призначений єпископ Йосиф, з яким до Чехословаччини прибув відомий богослов Іустин (Попович), який трудився тут протягом двох років. До 1938 року тут було побудовано 127 нових храмів і відкрито кілька монастирів і скитів.

### Юрисдикція Константинопольського патріархату у Словаччині
У Східній Словаччині та Закарпатті існували також парафії, які підкорялись архієпископу Савватієві. У 1923 році ним був направлений сюди архімандрит Віталій (Максименко), випускник Казанської духовної академії, що був до революції серед братії Почаївської лаври і займався там видавничою діяльністю. Під час військових і революційних потрясінь о.Віталій зумів зберегти друкарню, яку перевіз спочатку до Сербії, а звідти до Словаччини. Завдяки його місіонерській діяльності у Східній Словаччині було створено 26 православних парафій.
Слід також відзначити, що у 1923-1924 роках на Закарпатті в юрисдикції архієпископа Саватія служив відомий вітчизняний ієрарх єпископ (згодом митрополит) Веніамін (Федченко).
1 квітня 1928 збори представників цих громад, що проходили в Медзилаборце, ухвалили рішення про перехід у юрисдикцію Сербської православної церкви. Головною заслугою о. Віталія є створення монастиря Преподобного Іова Почаївського у Ладомирові і відкриття при ньому друкарні. Монастирський храм був побудований у 1926 році. "Друкарня Преподобного Іова Почаївського" випустила у світ Служебник, Требник, унікальний Великий Збірник, Молитвослов та інші книги. У 1926 році монастир почав видавати журнал «Православна Карпатська Русь», перейменований незабаром у «Православну Русь», що є нині друкованим органом РПЦЗ. У 1934 році архімандрит Віталій був висвячений на єпископа митрополитом Антонія (Храповицького) у Сремських Карловцях і відправлений до Північної Америки як архієпископ. Під час Другої світової війни створений ним монастир був зруйнований (зберігся тільки храм), а братія переселилася в обитель Святої Трійці у Джорданвілі (США, штат Нью-Йорк), куди була перевезена і друкарня.

### Російська православна еміграція у Чехословаччині
У проміжку між двома світовими війнами на території Чехословацької республіки існували також православні парафії російських емігрантів, які підкорялись митрополиту Євлогію (Георгієвському). Митрополит до 1931 року був у складі Московської Патріархії, у 1931-1945 роках — Екзарх російських парафій у Західній Європі у складі Константинопольського Патріархату, а в 1945 році знову возз'єднався з Московською Патріархією. Парафіями цією юрисдикції керував єпископ Сергій (Корольов).
У цей час російська діаспора у Чехословаччині була вельми численна. У Празі існував ціла низка російських організацій та освітніх установ. Спеціально для російських професорів і викладачів було побудовано кілька житлових будинків у празькому районі Дейвіце. Для поховання російських емігрантів було створено Успенське братство, ретельністю якого на Ольшанському цвинтарі у Празі був споруджений храм на честь Успіння Божої Матері, освячений у 1925 році митрополитом Євлогієм у співслужінні єпископів Михаїла Шабацького (Сербська Православна Церква) і Сергія Празького.
До юрисдикції митрополита Євлогія також відносилися парафії у Брно, Братиславі, Карлових Варах, Франтішкових і Маріанських Лазнях.

### Православна церква під час окупації
15 березня 1939 чеські землі були окуповані нацистською Німеччиною. Тут був створений протекторат у Чехії та Моравії. Німецька влада намагалися деяких православних, які проживають на території протекторату, підпорядкувати Берлінському архієпископу Серафиму (Ляде) (1883-1950), який перебував у юрисдикції Карловацького Синоду (РПЦЗ). 3 листопада 1939 було укладено угоду про перехід парафій, керованих єпископом Сергієм Празьким, у відання архієпископа Берлінського. У 1941 році єпископ Ґоразд вів переговори з архієпископом Серафимом, Міністерством церковних справ у Берліні і Міністерством освіти і народної освіти в Празі про юридичне положенні його єпархії в нових умовах. 4 березня 1942 було затверджено спеціальне доповнення до статуту Чеської православної єпархії. У ньому говорилося, що до часу остаточного рішення юрисдикційного питання єпархія, не відмовляючись від сербської юрисдикції, тимчасово підпорядковується архієпископу Берлінському.
27 травня 1942 група чеських терористів, закинутих із Великої Британії, розстріляла генерала поліції обергрупенфюрера СС Рейнгарда Гейдріха. Чеський священник празького кафедрального собору святих Кирила і Мефодія надав їм притулок у крипті храму. Парашутисти пробули тут 22 дні, після чого місце їх знаходження було виявлено гестапо. Єпископ Ґоразд, священики кафедрального собору Вацлав Чікл і Владімір Петршік, а також староста храму Ян Сонневенд були взяті під варту і 4 вересня 1942 розстріляні на військовому стрільбищі у Празі. 27 вересня того ж року було заборонено існування Чеської православної церкви. Її майно конфісковане, храми закриті, духовенство піддано арештам і висновкам, миряни відправлялися на примусові роботи до Німеччини, представників РПЦ не чіпали.
Настала хаотична ситуація, і словацький народ скориставшись ситуацією проголошує свою омріяну незалежну державу Словаччину, що знаходилося у фактичній залежності від німецької влади. Закарпаття увійшло в угорську зону окупації. Мукачівський єпископ Володимир (Раїч) був узятий під варту угорською владою. Православні парафії Закарпаття та Словаччини перейшли в підпорядкування архієпископу Серафиму (Ляде).

### Відновлення православ'я в Чехословаччині
У травні 1945 році створено нову Церкву - Православна церква в Чехословаччині та відновлено національне православ'я, а 28 вересня того ж року страчені клірики чехословацької були посмертно нагороджені хрестом "In memoriam". Іменем святителя Ґоразда названі майдани і вулиці в Празі, Оломоуці, Брно та інших містах. У 1987 році Православна церква в Чехословаччині зарахувала єпископа-мученика до лику святих.

## Московський патріархат

### Перехід у Московський патріархат
У 1945 році гостро постало питання про майбутню юрисдикцію православних парафій Чехословаччини. Сербська церква, що пережила погром усташів, тільки починала відновлювати своє канонічне життя. Московська Патріархія ж все більше привертала до себе увагу з боку місцевих православних громад. Цьому сприяло те, що в жовтні 1945 році з нею возз'єднався єпископ Сергій (Корольов) і підпорядковані йому емігрантські парафії.
Підкарпатська Русь увійшла до складу СРСР як Закарпатська область Української РСР. За угодою Синодів Сербської та Російської церков Мукачівська єпархія перейшла в юрисдикцію Московської Патріархії.
8 листопада 1945 єпархіальний з'їзд Чеської православної єпархії, що відбувся в Оломоуці, ухвалив рішення почати переговори про вихід з юрисдикції Сербської патріархії і перехід у підпорядкування Російській церкві. У травні 1946 році до Праги прибув з Москви архієпископ Єлевферій (Воронцов), що створив на території Чехословацької держави Екзархат московської патріархії. Сербська Церква у 1948 році офіційно заявила про свою згоду на перехід автономної Чеської єпархії у відання Московського патріарха.
У 1946-1947 роках до Чехословаччини повернулися так звані волинські чехи, які також були православного віросповідання. Їх переселення було однією з причин чисельного зростання православних громад. До 1949 року Екзархат московської патріархії мав у своєму складі дві єпархії — Чехоморавську з центром у Празі і Східнословацьку із центром у Пряшеві. У 1949 році на єпархіальних зборах у Празі було вирішено розділити Чехоморавську єпархію на дві: Празьку і Оломоуцько-Брненську (єпископська кафедра в Оломоуці).

### Друга хвиля політичного "навернення" греко-католиків у чехословацьке православ'я
У Східній Словаччині у середовищі уніатів знову почастішали випадки повернення у Православ'я. Цьому сприяло знищення греко-католицьких церков в Україні, Закарпатті та Румунії. Однак цей процес був форсований владою із політичних мотивів, що згодом створило серйозну церковну проблему, нерозв'язану і нині.
28 квітня 1950 року у Пряшеві був скликаний собор греко-католицького духовенства та віруючих, який оголосив про скасування Ужгородської унії 1646 року і про возз'єднання з Православною церквою. Рішення собору були затверджені Святійшим Патріархом Алексієм I. У Східній Словаччині були створені дві єпархії — Пряшівська на чолі з єпископом Олексієм (Дехтярьовим) та Михайлівська на чолі з єпископом Олександром (Міхалічем). Таким чином, до середини 1950 Екзархат Московської Патріархії в Чехословаччині мав у своєму складі чотири єпархії.

## Автокефальна церква

### Надання автокефалії
2 жовтня 1951 Рада православного Екзархату на своєму засіданні ухвалила рішення просити Російську православну церкву про дарування Православній церкві в Чехословаччині автокефалії. 19 жовтня було отримано згоду Державного управління з церковних справ. 23 листопада 1951 у Москві Святійшим Патріархом Алексієм I було підписано «Акт про дарування автокефалії Православній церкві в Чехословаччині», першим Предстоятелем було обрано митрополита Єлевферія (Веніамін Воронцов). Урочистості з нагоди надання благословення на автокефалію відбулися 8-9 грудня 1951 року у Празі. В урочистому богослужінні та інтронізації митрополита Єлевферія, що проходили в кафедральному соборі святих Кирила і Мефодія, взяли участь представники Антіохійської, Російської, Грузинської, Румунської, Болгарської та Польської православних церков.
Однак так званий акт проголошення автокефалії Православної церкви в Чехословаччині не був визнаний Вселенським патріархатом, який продовжував вважати її автономною у своєму підпорядкуванні. Архієпископ Саватій не увійшов в юрисдикцію Московської патріархії. Залишившись без храмів, він продовжував жити у Празі, маючи незначне число прихильників. Помер у листопаді 1959 року. Його відспівування очолив митрополит Празький Іоан (Михайло Кухтін). Похований архієпископ Саватій у Празі на Ольшанському цвинтарі в православній секції.

### Повернення значної частини вірян до греко-католиків
13 червня 1968 Греко-Католицька Церква у Чехословаччині була відновлена. Це викликало у східній Словаччині процес масового навернення до греко-католиків, і суттєво зменшило кількість православних парафій, що супроводжувався диверсією та насильницькими діями з боку представників російського світу, які раніше захопили чужі храми і церковні установи.

### Реформування устрою
Після краху комуністичної системи до кінця 1992 року став очевидним розпад і Чехословацької федеративної республіки на дві незалежні держави. У зв'язку з цим Помісний собор Православної церкви в Чехословаччині, що проходив 11-12 грудня в Пряшеві, всупереч нової політичної ситуації висловився за збереження єдиної Церкви, що розповсюджує свою юрисдикцію на територію двох незалежних держав. Однак, було вирішено об'єднати чехословацьке православ'я створенням нової Церкви - Православна церква в чеських землях та в Словачинні. Був прийнятий новий Статут Церкви, за яким єдина Митрополича рада розділено на два самостійні органи — Митрополича рада чеських земель у Празі і Митрополича рада Словаччини в Пряшеві. Предстоятелем Церкви відтепер міг бути обраний, як архієпископ Празький, так і архієпископ Пряшівський. Єдиними для нової Церкви залишилися Священний Синод і Помісний Собор. Пряшівський собор 1992 року також ухвалив рішення про канонізацію моравського князя Ростислава, ініціатора Кирило-Мефодіївської місії серед слов'ян. Урочистості з нагоди канонізації проходили 29-30 жовтня 1994 у Пряшеві і в моравському Брно.
1 січня 1993 молода держава Чеська і Словацька Федеративна Республіка перестала існувати здобуттям незалежності Словаків — створено Чеську і Словацьку Республіки, на територію яких поширюється канонічна влада нової Церкви.

### Визнання автокефалії Вселенським патріархатом
27 серпня 1998 Константинопольським патріархом Варфоломієм був виданий "Патріарший і синодальний Томос про благословення автокефалії святій Православній Церкві в Чехії та Словаччині", який розглядається деякими каноністами як акт визнання Константинополем автокефалії "Православної церкви в Чехословаччині", отриманої у 1951 році від Російської православної церкви.

## 21 століття
На початку 2014 року Православна церква в чеських землях і в Словаччині складалася з 4 єпархій, які об'єднують 96 парафій в Чехії та 280 православних громад Словаччини з 265 храмами, костелами, капличками, дзвіницями тощо. За переписом 2011 року на території Чехії і Словаччини проживає 69 тисяч 666 православних, а згідно статистичних даних Міністерства Культури Словацької Республіки зафіксовано 51 947 православних.